# بدر نجم
بدر نجم هو لاعب كرة قدم كويتي في مركز مهاجم ‏، ولد في 20 أغسطس 1980 في مدينة الكويت في الكويت. شارك مع منتخب الكويت لكرة القدم. أما مع النوادي فقد لعب مع نادي القادسية.

## وصلات خارجية
- بدر نجم على موقع الاتحاد الدولي (مؤرشف)  (الإنجليزية)
- بدر نجم على موقع قاعدة بيانات كرة القدم.إي يو (الإنجليزية)
- بدر نجم على موقع Soccerway.com (الإنجليزية)
- بدر نجم على موقع عالم كرة القدم.نت (الإنجليزية)
- بدر نجم على موقع أوليمبيديا (الإنجليزية)